# Cmentarz Mirogoj

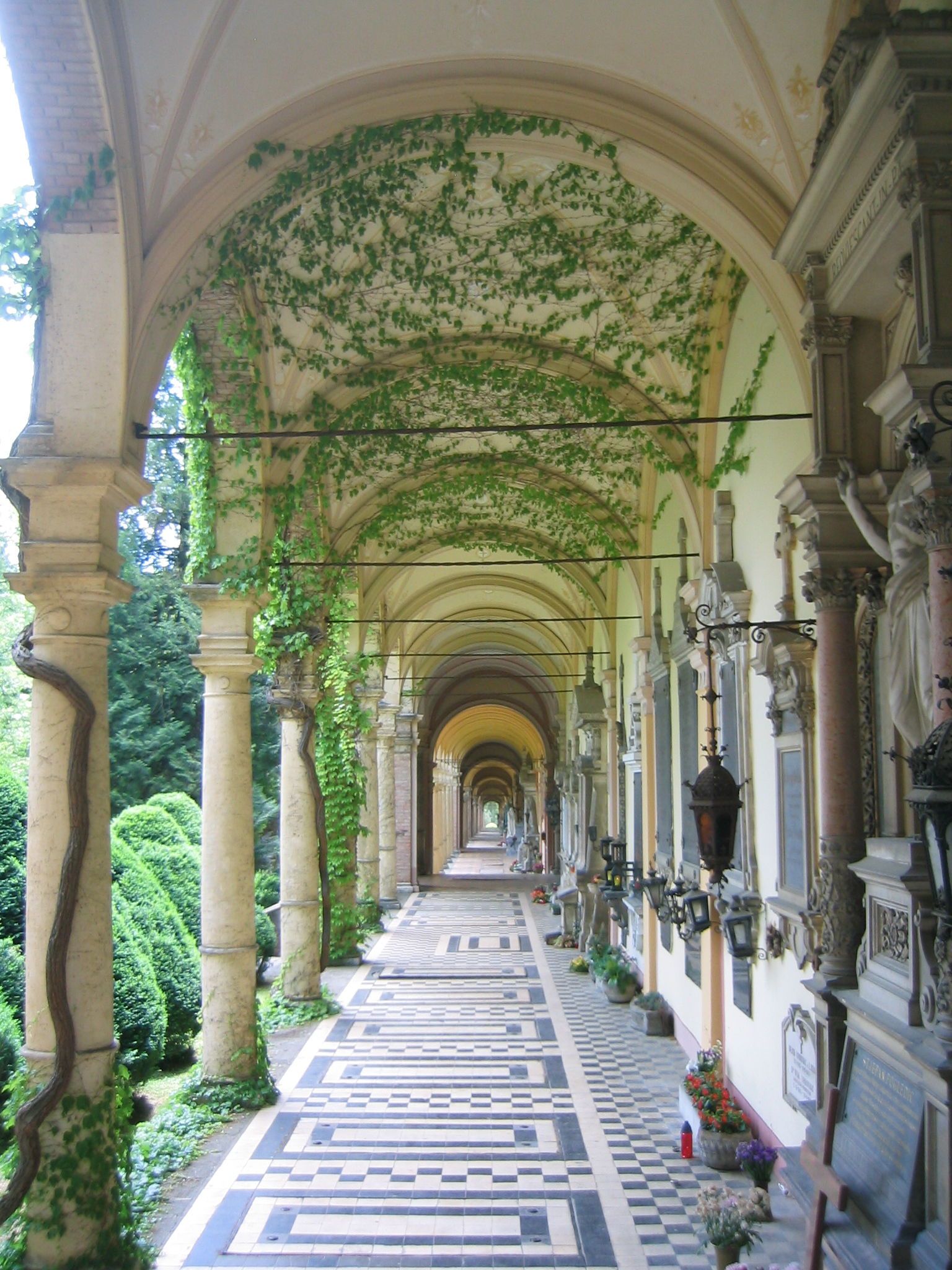
Katakumby

Cmentarz Mirogoj w Zagrzebiu (chorw. Gradsko groblje Mirogoj) – główna nekropolia Chorwacji.

## Historia
Cmentarz został założony w 1876 roku na terenach należących do chorwackiego językoznawcy Ljudevita Gaja. Główny budynek zaprojektował architekt Hermann Bollé. Budowa arkad, kopuły i kościoła trwała od 1879 do 1929 roku.
W arkadach znajduje się kolumbarium z prochami wielu Chorwatów.
Mirogoj jest cmentarzem wielowyznaniowym.

## Pochowani
- Ivana Brlić-Mažuranić – pisarka
- Ljudevit Gaj – językoznawca, współtwórca ruchu iliryjskiego
- Miroslav Krleža – pisarz
- Oton Kučera – astronom
- Vladko Maček – polityk chłopski XX wieku
- Savić Marković Štedimlija – czarnogórski publicysta, współpracownik ustaszów
- Anđelka Martić - pisarka, tłumaczka, autorka książek dla dzieci, nagrodzona polskim Orderem Uśmiechu
- Maximilian Njegovan – admirał
- Dražen Petrović – koszykarz
- Bronisława Prašek-Całczyńska – polska lekarka
- Petar Preradović – poeta
- Vladimir Prelog – chemik, laureat Nagrody Nobla
- Stjepan Radić – chorwacki polityk chłopski
- Franjo Tuđman – odnowiciel państwa chorwackiego w 1991 roku
- Tin Ujević – poeta